# Покровська площа (Суми)
Покровська площа — одна з центральних історичних площ міста Сум, названа на честь Покровської церкви, що нині не існує.

## Історія

Покровська церква на Покровській площі (стара світлина)

Сучасна Покровська площа і капличка на честь зруйнованого храму

Центральна площа Сум і сусідня їй вулиця отримали свої назви від розташованого колись на майдані Храму Покрови Святої Богородиці, побудованого в 1783—1890 роках.
Аж до 1921 у західній частині Покровської площі був розташований базар, і під час ярмарків торговиця доходила до огорожі Покровської і Введенської церков, що стояли в центрі площі.
У рамках акції геноциду українського народу, у 1930-і роки, обидва храми Покровської площі — Покровський і Введенський варварськи зруйнувала російська комуністична влада. При цьому підірвати їх з перших двох разів у комуністів не вийшло, тому коли Покровську церкву підривали втретє, росіяни заклали стільки вибухівки, що в усьому місті в радіусі близько 5 км повибивало вікна та шибки в будинках.
Після цього майдан дістав назву Червона площа (вочевидь за аналогією з однойменною площею в Москві).
В часи німецької окупації площа носила ім'я Адольфа Гітлера.
Після звільнення України від СССР, протягом усіх 1990-х років, у Сумах ставилося питання про повернення майданові його історичної назви. Неодноразове винесення проекту даного рішення на сесію міськради, яке раніше зустрічало активну протидію промосковських політичних сил (КПУ, Партії регіонів) нарешті знайшло законодавчу силу в середині 2009 року — міські депутати своїм рішенням повернули вулиці Жовтневій назву Покровська, а Червоній площі — назву Покровська (за таке рішення проголосували 39 депутатів).
У 2-й половині 2000-х років також зусиллями міської влади були проведені роботи з розкопок фундаменту зруйнованої московитами Покровської церкви. І нині (2011) можна подивитися на рештки культової споруди, що були сховані у землі. А пам'яттю про храм стала капличка, зведена поруч.

## Пам'ятки на площі
Напроти Покровської церкви 1899 за проєктом скульптора Ол. Опекушина споруджений пам'ятник цукрозаводчику-меценату Івану Харитоненку, знесений з початком російської окупації, а сам постамент був використаний комуністами для пам'ятника лідеру комуністів Вл. Ульянову. Заново відтворений памятник Харитоненку 1996 скульптором-сум'янином Анатолієм Аврамовичем Івченком.

Сумська Альтанка, 1920-ті

Серед одиничних садово-паркових споруд, що збереглися в Сумах з дореволюційного часу, виняткове значення має Сумська Альтанка у сквері на Покровській площі. Майстерне різьблення по дереву надає споруді особливої вишуканості й урочистості. Вважається, що її будівництво профінансував на початку XX століття сумський купець-промисловець, поляк Микола Йосипович Лещинський. У теперішній час Альтанка стала справжньою візитівкою, одним із символів Сум. За традицією, у теплу пору року в альтанці виступають військові музиканти, тут же зупиняються весільні кортежі.
У сквері на площі розташована також скульптурна композиція «Партизанський рейд», присвячена знаменитому Карпатському рейду Сумського партизанського з'єднання під орудою двічі Героя Радянського Союзу С. А. Ковпака і Героя Радянського Союзу С. В. Руднєва (автор — народний художник СРСР, уродженець Сумського району М. Г. Лисенко).
На розі Покровської площі й вулиці Гагаріна (колишньої Кустовської) розташований будинок художнього музею (буд. № 1), побудований в архітектурних формах неоренесансу на початку XX століття для державного банку.
У глибині площі проглядається двоповерховий будинок, де на початку XX століття був розташований готель «Тихий куточок». Тут 26—28 січня 1902 року зупинявся російський письменник В. Г. Короленко, що приїздив в Суми з Полтави для захисту 68 селян села Павлівки (нині Білопільського району), звинувачених у розгромі місцевого православного храму. За розпорядженням уряду слухання в цій справі було закритим, і письменник до залу суду так і не був допущений.

## Транспорт
Оскільки Покровська площа є середмістям і проїжджою, через неї минають численні маршрути сумського тролейбуса — № 1, 2, 3, 4, 5, 6 (не працює), 7,8, 10 (не працює),10а, 11 (не працює), 14, 16.

## Галерея

Покровська площа, на розі з вулицею Петропавлівською, жовтень 2009 року
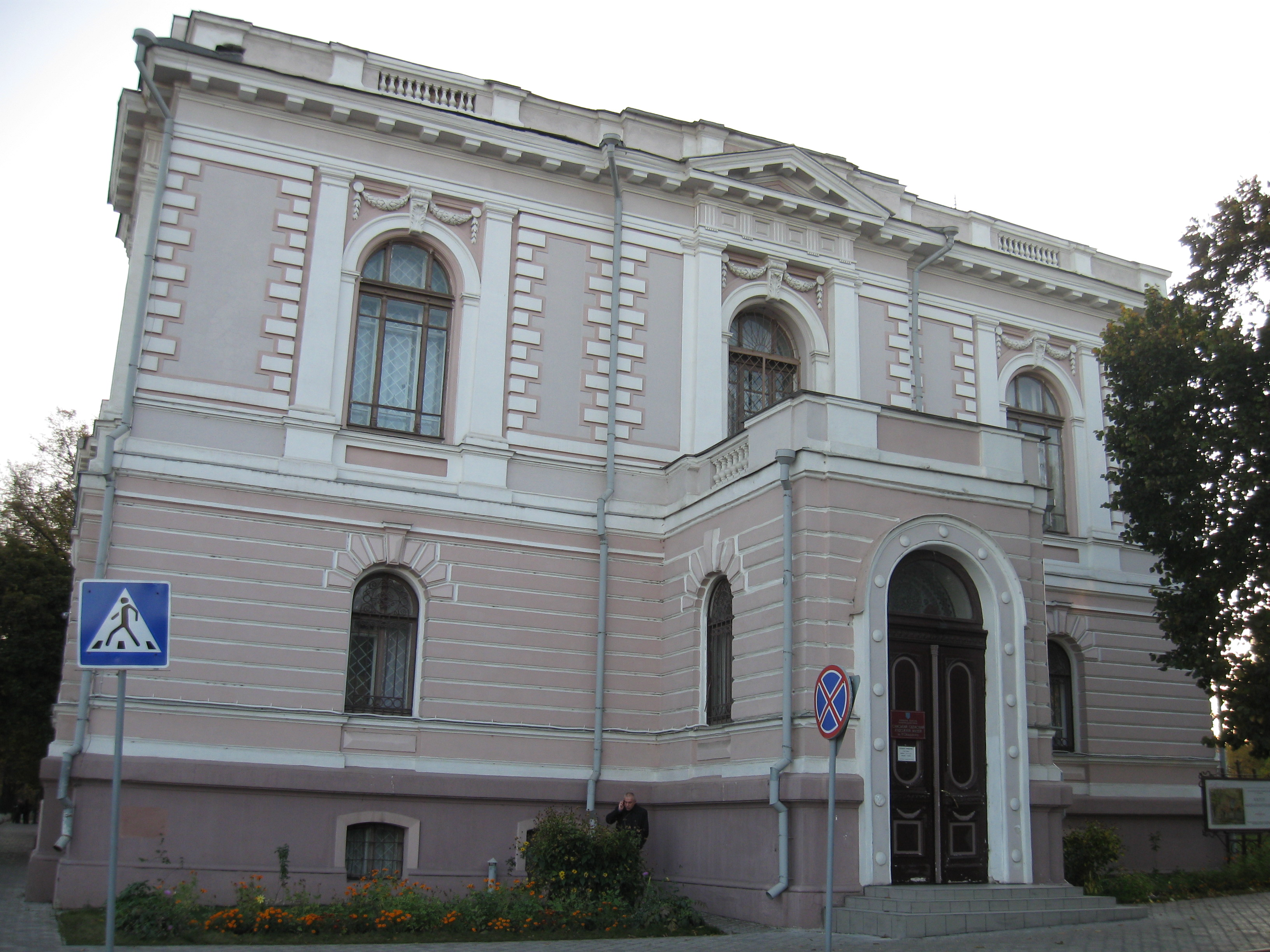
Колишній держбанк (нині художній музей)
Скульптура «Партизанський рейд» у сквері на площі
Капличка, збудована недалеко від решток зруйнованої церкви

## Виноски
1. ↑  Центральній площі Сум повернули історичну назву // інф. за 26 липня 2009 року на www.gazeta.ua (Газета.ua. Останні новини.), новиннєвий вебпортал [Архівовано 2 травня 2009 у Wayback Machine.]
2. ↑  За свідченнями старожилів міста Суми (оригінальне дослідження)
3. ↑  Федорина Алла До Покрови — знов Покровська. Червоній площі Сум повернули історичну назву [Архівовано 12 березня 2012 у Wayback Machine.] // «Україна Молода» № 193 за 17 жовтня 2009 року